# 布廖内 (特伦托自治省)
布廖内（義大利語：Brione），曾是意大利特伦托自治省的一个市镇。总面积9平方公里，人口154人，人口密度17.1人/平方公里（2009年）。ISTAT代码为022028。
2016年1月1日由布廖内、奇梅戈及孔迪诺三个市镇合并为新的基耶塞镇市镇。